# Mó (Alvito da Beira)
Mó é uma aldeia da freguesia de Alvito da Beira, Município de Proença-a-Nova e Distrito de Castelo Branco com 22 habitantes